# Dallara
Dallara Automobili är en italiensk racerbiltillverkare som grundades 1988. 
Formel 1-stallet BMS Scuderia Italia med förarna Alex Caffi, Andrea de Cesaris, Emanuele Pirro, JJ Lehto, Pierluigi Martini och Gianni Morbidelli körde med Dallara-bilar 1988-1992.
Sedan 1997 har Dallara designat och byggt chassin åt olika team i Indy Racing League. Dallara-förare har vunnit mästerskapsserierna där 1998, 1999, 2000 och 2001 samt Indianapolis 500 1998, 1999, 2001 och 2002. Dallara har vunnit Indy Racing Leagues konstruktörsmästerskap 1998, 1999, 2000, 2001, 2002 och 2003.
Dallara tillverkar olika typer av racerbilar. Aktuella klasser är: 
- Formel 3
- Formel Super Nissan
- IndyCar Series
- Menards Infiniti Pro Series (IRL-PRO
- sportbilar
- Formel E
- WEC Le Mans